# Сплюшка мадагаскарська
Сплюшка мадагаскарська (Otus rutilus) — вид совоподібних птахів родини совових (Strigidae). Ендемік Мадагаскару.

## Опис
Довжина птаха становить 19-24 см, розмах крил 52-54 см, вага 85-120 г. Забарвлення існує в трьох морфах: коричневій, рудувато-коричневій і сірувато-коричневій. Спина поцяткована чорними смугами та світлими плямами, на плечах білі плями з чорними краями. Нижня частина тіла сірувато-коричнева, поцяткована чорними смугами. Лицевий диск світло-коричневий з темними краями, на голові короткі пір'яні "вуха", очі жовті, дзьоб чорнуватий, лапи оперені. Голос — 5-9 криків «пу-пу-пу» з частотою 3 звуки в секунду.

## Поширення і екологія
Мадагаскарські сплюшки живуть у вологих тропічних лісах, чагарникових заростях і садах на сході острова Мадагаскар. Зустрічаються на висоті до 1800 м над рівнем моря. Живляться комахами і дрібними хребетними. Сезон розмноження триває в листопаді-грудні. Гніздяться в дуплах дерев, в кладці 3-4 яйця.